# Pompejis sidste Dage
Pompejis sidste Dage er en italiensk stumfilm fra 1913 af Mario Caserini og Eleuterio Rodolfi.

## Medvirkende
- Fernanda Negri Pouget som Nidia
- Eugenia Tettoni Fior som Jone
- Ubaldo Stefani som Glaucus
- Antonio Grisanti som Arbace
- Cesare Gani Carini som Apoecides